# F.C. De Kampioenen seizoen 6
Reeks 6 van F.C. De Kampioenen werd voor de eerste keer uitgezonden tussen 2 december 1995 en 24 februari 1996. De reeks telt 13 afleveringen. De aflevering van 30 december 1995, De sympathiekste, was met 2.053.000 kijkers de meest bekeken aflevering ooit.

## Overzicht
| Nr. serie | Nr. reeks | Titel van aflevering | Scenarist(en)      | Uitzenddatum     |  |
| --- | --------- | -------------------- | ------------------ | ---------------- |  |
| 66 | 1         | Mijnheer Constant    | Jan Schuermans     | 2 december 1995  |  |
| Boma wordt op zijn nieuwe draagbare telefoon opgebeld door een zekere "Meneer Constant" van Anderlecht die voorstelt om een vriendenmatch te spelen. Boma denkt dat het om Constant Vanden Stock gaat, de leading man van RSC Anderlecht. De vrouwen gaan chearleaden en DDT wilt een tribune bouwen. Een misverstand blijkt later. Pol verhuist ondertussen naar het appartement van Doortje. |           |                      |                    |                  |  |
| 67 | 2         | De bakvis            | Frank Van Laecke   | 9 december 1995  |  |
| De Kampioenen discussiëren over het menu voor het jaarlijkse smulfestijn: worst of mosselen? Als het laatste gekozen is staan ze weer voor een keuzemoeilijkheid: wie gaat ze koken? Pascale is ziek en wordt verliefd op een zekere dokter Mercier. Om hem te verleiden doet ze alsof ze fan is van opera. |           |                      |                    |                  |  |
| 68 | 3         | Boem!                | Koen Vermeiren     | 16 december 1995 |  |
| Nadat er een bal in de garage geschopt werd, neemt DDT wraak door mollen op het veld los te laten. De Kampioenen maken DDT wijs als wraak dat er ooit een Romeinse villa op de plaats van zijn garage stond. DDT begint verwoed te graven naar kunstschatten. Hij vindt uiteindelijk een historisch object, echter een dat hem en de anderen in gevaar brengt. |           |                      |                    |                  |  |
| 69 | 4         | Blauwhelmen          | Anton Klee         | 23 december 1995 |  |
| Seppe en Xavier verkleden zich als blauwhelmen om gratis bier te krijgen op de bierfeesten. De Kampioenen denken dat Xavier op vredesmissie moet en organiseren een afscheidsfeest. DDT denkt dat het feest voor zijn 40ste verjaardag is. |           |                      |                    |                  |  |
| 70 | 5         | De sympathiekste     | René Swartenbroekx | 30 december 1995 |  |
| DDT probeert de prijs van sympathiekste garagist (100 000 frank) in de wacht te slepen. Sympathiek zijn is echter duurder dan hij dacht. Pol en Doortje komen in de loft boven de garage wonen, maar vinden de prijs veel te hoog. |           |                      |                    |                  |  |
| 71 | 6         | Carmen vermist       | Frank Van Laecke   | 6 januari 1996   |  |
| Carmen wil een krantenwinkel in het dorp overnemen. Om haar zin te krijgen verlaat ze tijdelijk Xavier en gaat ze bij Pol en Doortje wonen. Ze verkleedt zich als een zekere Daisy/Miranda. Xavier en DDT worden verliefd op "Daisy/Miranda". |           |                      |                    |                  |  |
| 72 | 7         | Bij Xavier           | René Swartenbroekx | 13 januari 1996  |  |
| Carmen krijgt haar zin en opent de krantenwinkel: Bij Xavier. Xavier wil niet elke dag in de winkel te staan en verzint met Bieke een list door een valse arbeidsinspecteur op haar af te sturen. Ondertussen krijgen de Kampioenen bezoek van de nieuwe vriend van Pascale: een echte arbeidsinspecteur. Dat als toevallig iedereen in het zwart bij Carmen in de winkel werkt. |           |                      |                    |                  |  |
| 73 | 8         | Prijs                | Wout Thielemans    | 20 januari 1996  |  |
| De Kampioenen willen absoluut een tombolalot, dat Xavier als onderpand aan DDT gaf, terug krijgen. Boma probeert een goede indruk te maken op Bieke opdat die zijn relatie met Pascale niet meer in de weg zou staan. |           |                      |                    |                  |  |
| 74 | 9         | Houd de dief         | Anton Klee         | 27 januari 1996  |  |
| Xavier wil niet meer in de winkel staan. De mannen raden hem aan om een overval te ensceneren zodat hij Carmen kan wijsmaken dat hij door de grote angst niet meer in de winkel kan staan. Het plan gaat goed tot de vrouwen besluiten dat Xavier zijn zelfvertrouwen enkel terug kan krijgen door nog een overval in scène te zetten. DDT weet van beide plannen en vraagt geld om zijn mond te houden. Hij brengt alles toch aan het licht. Op het moment van de tweede schijnoverval, heeft ook een echte overvaller het op de winkel gemunt. Alles loopt goed af. |           |                      |                    |                  |  |
| 75 | 10        | Cupido               | Koen Vermeiren     | 3 februari 1996  |  |
| Pascale zoekt een partner bij een huwelijksbureau. Ze spreekt met een man, die een rode roos zal dragen, af in het café. Pol, die als 100ste klant van de winkel van Carmen een rode roos kreeg, komt in het café. Doortje wilt met Pol trouwen, anders gaat ze weg van hem. Xavier, Marc en Carmen proberen hem te overtuigen om dat te doen maar Pascale denkt dat het over haar gaat. |           |                      |                    |                  |  |
| 76 | 11        | Gigolo Marc          | Bart Cooreman      | 10 februari 1996 |  |
| Carmen denkt dat Marc Bieke bedrogen heeft wanneer ze een BH vindt in de rugzak van Marc. En dat op een belangrijke dag: Haar verjaardag. Marc heeft een speciaal cadeau voor Bieke, net als de rest van de Kampioenen. |           |                      |                    |                  |  |
| 77 | 12        | American football    | Jan Schuermans     | 17 februari 1996 |  |
| Boma lanceert de Bomaburger. Little Marc, een vriend van Bieke uit Amerika, komt langs met zijn American Footballploeg. De Belgische Marc is jaloers op de Amerikaanse Mark wanneer blijkt dat die wel zeer goed opschiet met Bieke. Voor de reclamecampagne van de Bomaburger wordt een verkleedwedstrijd georganiseerd. |           |                      |                    |                  |  |
| 78 | 13        | Boma's sister        | Wout Thielemans    | 24 februari 1996 |  |
| Boma krijgt bezoek van zijn oudste zus: Barbara. Boma heeft haar wijsgemaakt dat hij een vrouw en een kind heeft. Marc speelt, in ruil voor een nieuwe zender voor Radio Hallo, Boma's zoon. Carmen en Pascale willen allebei de rol van mevrouw Boma op zich nemen. Barbara wordt verliefd op DDT, die sprekend lijkt op John Helmsey, haar overleden echtgenoot. DDT wil niet ingaan op haar avances, maar ontdekt te laat dat Barbara en niet Balthazar de werkelijke eigenaar is van het veld.                                                                    |           |                      |                    |                  |  |

## Hoofdcast
- Marijn Devalck (Balthasar Boma)
- Loes Van den Heuvel (Carmen Waterslaeghers)
- Johny Voners (Xavier Waterslaeghers)
- Ann Tuts (Doortje Van Hoeck)
- Ben Rottiers (Pol De Tremmerie)
- An Swartenbroekx (Bieke Crucke)
- Herman Verbruggen (Marc Vertongen)
- Danni Heylen (Pascale De Backer)
- Jacques Vermeire (Dimitri De Tremmerie)

## Vaste gastacteurs
(Personages die door de reeksen heen meerdere keren opduiken)
- Daan Hugaert (Seppe Van De Kruis)
- Ron Cornet (Kolonel Vandesijpe)
- Dirk Vermiert (Sergeant De Kroet)
- Stef Van Litsenborgh (agent)

## Scenario
Scenario:
- Jan Schuermans
- Frank Van Laecke
- Koen Vermeiren
- Anton Klee
- René Swartenbroekx
- Wout Thielemans
- Bart Cooreman

Script-editing:
- Wout Thielemans

## Regie
- Eric Taelman
- Stef Desmyter

## Productie
- Bruno Raes